# Favorit 104,7
Favorit 104,7 er en dansk-svensk radiokanal der udsendes over Nordsjælland og Helsingborg.
Favorit har studier og kontorer i både Helsingborg og Nivå.

## Ekstern henvisning
- Favorit 104,7 Arkiveret 6. maj 2007 hos  Wayback Machine

| Radio | Spire Denne artikel om radio eller radioprogrammer er en spire som bør udbygges. Du er velkommen til at hjælpe Wikipedia ved at udvide den. |